# 羊飼い衛星

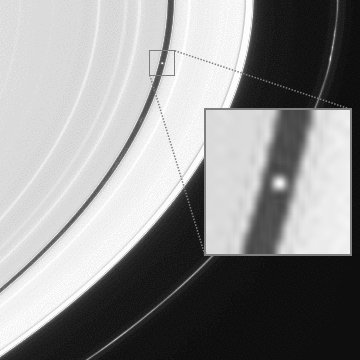
パン

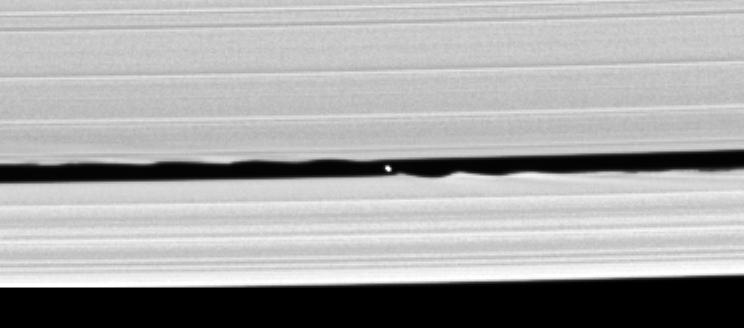
ダフニス

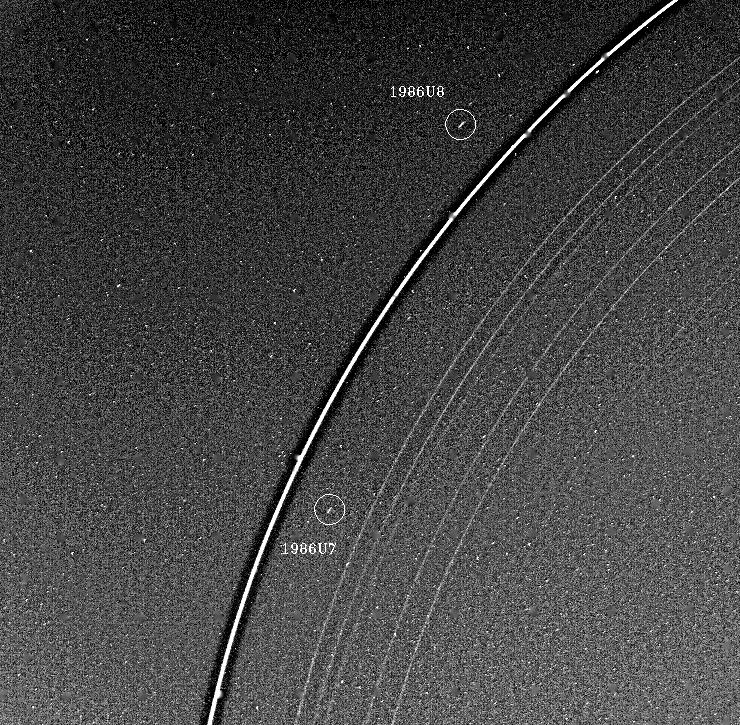
オフィーリア(上)とコーディリア(下)

羊飼い衛星（shepherd moon、ひつじかいえいせい）とは、その衛星の重力作用により、惑星の環に影響を与え、その崩壊を防いでいる衛星のことである。羊飼い衛星は、その性質上、環の外縁や隙間に位置して発見される。太陽系内では土星と天王星及び海王星に羊飼い衛星が確認されている。また、フォーマルハウトにおいては、羊飼い惑星の存在が推測されている。

## 太陽系内における羊飼い衛星の一覧

### 土星
- パン - エンケの間隙に位置する羊飼い衛星
- ダフニス - キーラーの空隙に位置する羊飼い衛星
- アトラス - A環外側の羊飼い衛星
- プロメテウス - F環内側の羊飼い衛星
- パンドラ - F環外側の羊飼い衛星

#### 調査中の衛星
これら3つの衛星は衛星なのかF環の一部なのかわかっていない。
- S/2004 S 6 - F環内側の羊飼い衛星
- S/2004 S 4 - F環内側の羊飼い衛星
- S/2004 S 3 - F環外側の羊飼い衛星

### 天王星
これら2つの衛星はそれらの重力によって、ε環を安定して存在するような軌道をとっているものと考えられる。
- コーディリア
- オフィーリア

### 海王星
- ガラテア - ガラテアの軌道のすぐ外側にアダムズ環があるため羊飼い衛星と考えられている。